# Wild Basin Ranger Station
La Wild Basin Ranger Station est une station de rangers du comté de Boulder, au Colorado, dans le centre des États-Unis. Protégée au sein du parc national de Rocky Mountain, elle est inscrite au Registre national des lieux historiques depuis le 29 janvier 1988.